# Dera Ghazi Khan
Dera Ghazi Khan (Urdu ڈیرہ غازی خان) ist eine pakistanische Stadt im Distrikt Dera Ghazi Khan in Punjab. Dera Ghazi Khan ist einer der meistbevölkerten Orte im Süden Punjabs im größten Distrikt der Provinz. Der Distrikt hat eine Fläche von etwa 5306 km².

## Infrastruktur
Dera Ghazi Khan hat viele Verkehrswege zu weiteren Orten in Pakistan und Indien. Es gibt dort auch einen Flughafen, der etwa 20 Kilometer von der eigentlichen Stadt entfernt an der Sakhi Sarwar Road liegt und Dera Ghazi Kahan Airport (DEA) genannt wird. Wöchentlich bietet der Flughafen 6 Flüge: 1 nach Lahaur, 1 nach Islamabad und 4 nach Karachi. PIA ist die einzige Luftlinie, die diesen Flughafen anfliegt.

## Geschichte
Am 3. April 2011 kam es in einem Mausoleum für einen Sufi-Heiligen nahe bei Dera Ghazi Khan zu einem Selbstmordanschlag mit 41 Toten. Zu der Tat bekannten sich die Tehrik-i-Taliban Pakistan.

## In Dera Ghazi Khan geboren
- Yasmeen Lari (* 1940), Architektin
- Qandeel Baloch (1990–2016), Sängerin, Model und feministische Aktivistin